# Jesse Darling

Installation March of the Valedictorians (Jesse Darling, 2018)

Jesse Darling (geboren 1981 in Oxford) ist ein britischer Künstler, der überwiegend Skulpturen und Installationen kreiert. 2023 erhielt er den Turner Prize.

## Leben, Werk
Darling wuchs in Oxford auf. Eine Kunstschule in Amsterdam musste er, wegen fehlender Reife und Drogenkonsum, nach einem Jahr verlassen. Bis zu seinem 27. Lebensjahr arbeitete er im informellen Sektor als Koch, Clown, Raumausstatter, Barista, Barkeeper und in verschiedenen Jobs in der Sexindustrie. Er studierte am Central Saint Martins (Bachelor 2010) und an der Slade School of Fine Art (Master of Fine Arts 2014).
Er arbeitet in den Bereichen Skulptur, Installation, Video, Zeichnung, Ton, Text und Performance. 2021 veröffentlichte er eine Gedichtsammlung mit dem Titel Virgins. Als Material für seine Installationen nutzt er zum Beispiel Ikea-Regale, Abfall, Plastiktüten, Arbeitshandschuhe, medizinisches Material, verwelkte Blumen, Stacheldraht und Metall, die er als „Signifikanten“ bezeichnet. Leitmotiv für seine Arbeit ist seine Interpretation von dem, was es bedeutet, ein Körper in der Welt zu sein, und welche kulturellen und politischen Determinanten dies hat.
Im Dezember 2023 wurde dem Künstler der Turner Prize zugesprochen, die renommierteste britische Auszeichnung im Bereich der bildenden Künste. Der Preis ist mit 25.000 Pfund dotiert. Prämiert wurde das Werk Enclosures, No Medals, No Ribbons, eine Arbeit, die aus Drängelgittern, gebogenen Schienen, einem ausgeblichenen Union Jack und Stacheldraht besteht. Das Œuvre reflektiert, so Der Spiegel, „die feindselige Migrationspolitik der britischen Regierung“. Im Wintersemester 2023/2024 war er Gastprofessor der Hochschule für Künste Bremen.
Darling hat unter anderem Aufträge vom Muzeum Sztuki Nowoczesnej w Warszawie (deutsch: Museum für Moderne Kunst in Warschau) der Serpentine Gallery und der Volksbühne erhalten. Stand 2024 wurde er unter anderem bei Tate Britain, La Biennale di Venezia, der Schirn Kunsthalle Frankfurt, dem Museum MMK für Moderne Kunst, dem Museum Ludwig und der Biennale d’Art Contemporain ausgestellt.
Jesse Darling bezeichnet sich selbst als transmaskulin und lebt seit 2017 in Berlin.